# ダシドルジーン・ナツァグドルジ

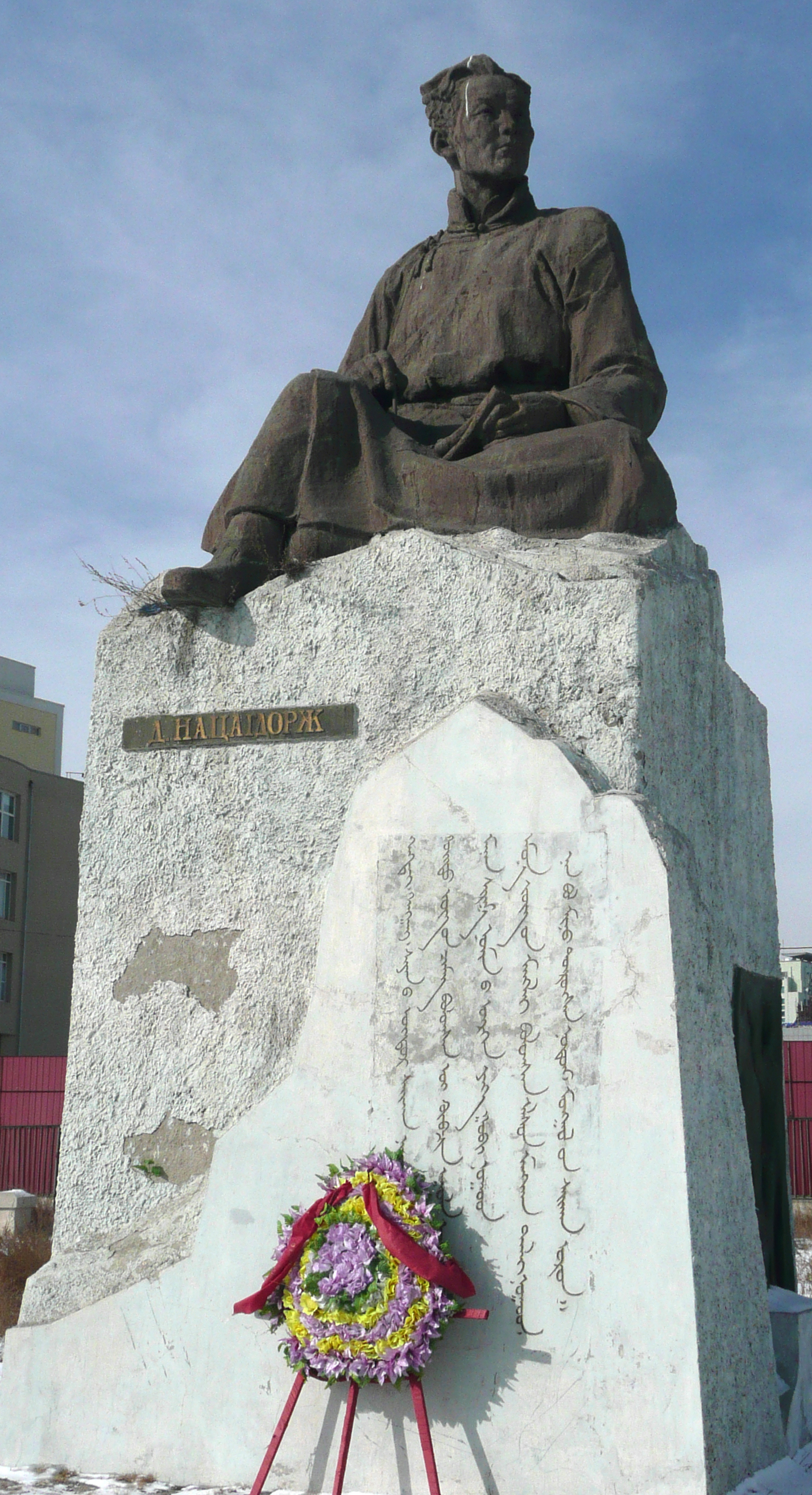
ウランバートルにあるナツァグドルジのモニュメント

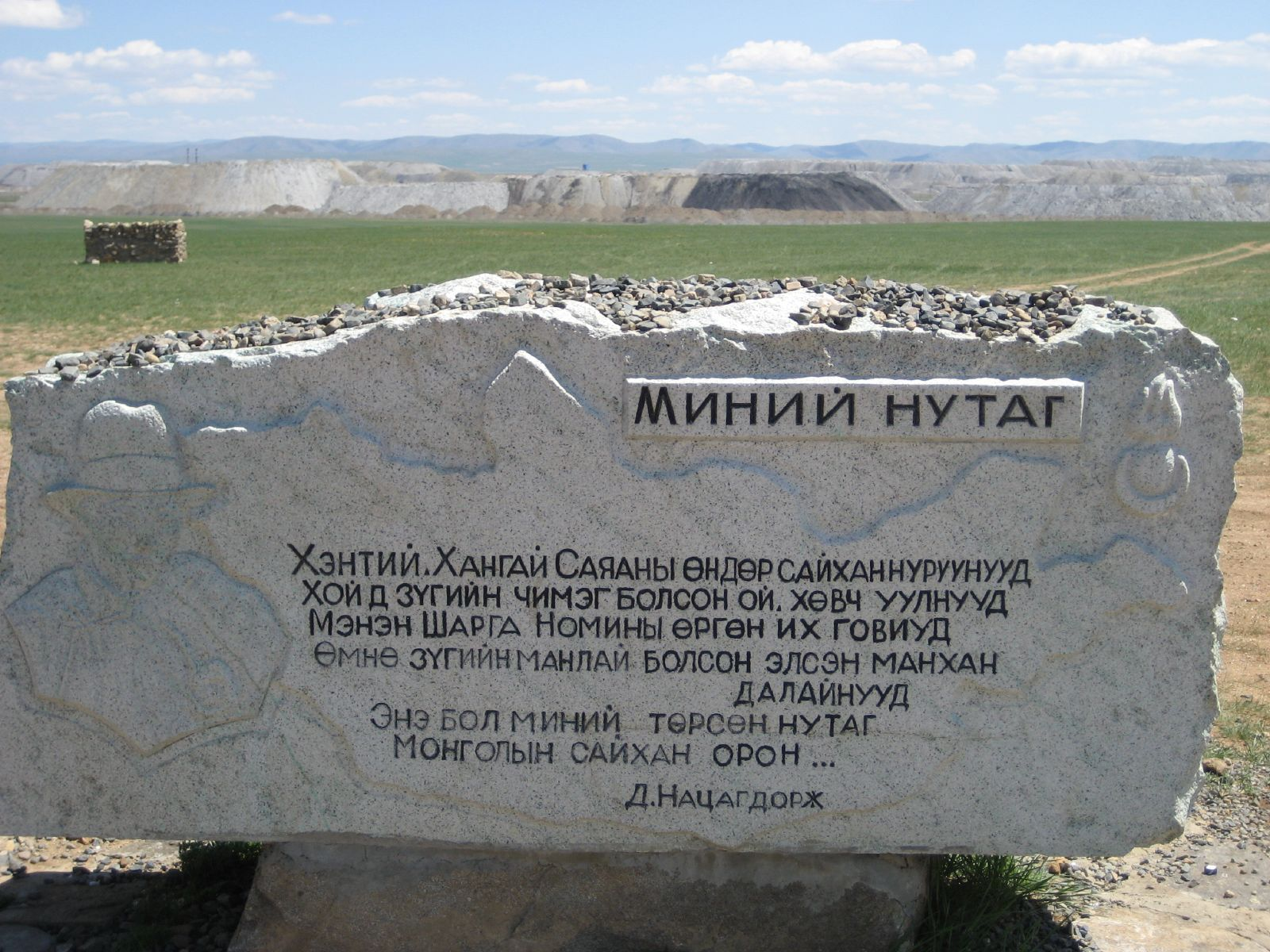
ナツァグドルジの代表的な詩『わが故郷』の碑文

ボルジギン・ダシドルジーン・ナツァグドルジ（モンゴル語:Боржгин Дашдоржийн Нацагдорж、ラテン文字表記例:Borjgin Dashdorjiin Natsagdorj、1906年11月17日 - 1937年6月13日）は、清（現:モンゴル）トゥブ県出身の詩人、小説家、劇作家。
代表作は、1933年に著されたモンゴルの自然を流麗な筆致や写実で歌い上げた詩『わが故郷』で、広く国民に愛読された。30歳で夭折するまで短編小説や戯曲を発表し、革命後のモンゴルに新しい社会主義リアリズムのモンゴル文学を築き上げたことから「近代モンゴル文学の父」と称される。

## 生涯
1906年11月17日、清のトゥブ県にボルジギン氏の流れを汲む貧しいモンゴル人貴族の元に生まれ、家庭教師から初等教育を学んだ。
1921年のモンゴル革命を機に翌年1922年にモンゴル人民党に入党し、同国出身の革命家ホルローギーン・チョイバルサンやハタンバートル・マクサルジャプの影響を受け、革命運動に参加する。革命中に生まれた初めての文化機構「スフバートル・クラブ」では中枢的な存在として様々な文化工作を展開した。
1926年頃から1929年にかけてソビエト連邦やドイツ、フランスに留学し、1927年頃より執筆活動を始めた。
帰国後はモンゴルにピオネールの創設や指導にあたり、モンゴル科学アカデミーの研究員としてモンゴル語やモンゴルの歴史を研究したが、1932年頃に左翼イデオロギーの持ち主だとして約半年間投獄される。
出所後は文筆活動に勤しむが、1937年6月13日に30歳で死去。
ナツァグドルジは、翻訳家としてもドイツ語からフランスの作家ギ・ド・モーパッサン、アメリカの作家エドガー・アラン・ポー、ジャック・ロンドンの作品や千夜一夜物語をモンゴル語に翻訳した他、ロシアの作家アレクサンドル・プーシキンの作品を初めてモンゴル語に翻訳したことでも知られる。

## 著名な作品
- 1927年、『Алс газар сурахаар явагч』
- 1930年 - 1933年、『わが故郷（Миний нутаг）』
- 1930年、『Миний хэнз хурга』
- 1930年、『Харанхуй хад』
- 1930年、『Шувуун саарал』
- 1931年、『Ламбагуайн нулимс』
- 1931年、『Нойрын дунд』
- 1931年、『Хөдөө талын үзэсгэлэн』
- 1934年、『ホーチン・フー（Хуучин хүү）』
- 1934年、『Соёлыг гайхав』
- 1934年、『Монголын үрс олон болтугай』
- 1934年、『Адууны манаанд』
- 1935年、『まだ見ぬ事（Үзэгдээгүй юм）』
- 1935年、『Хайран охин』
- 1935年、『Миний ээж』
- 1935年、『Ертөнцийн гурван гайхамшиг』
- 1935年、『Өргүй бол баян өвчингүй бол жаргалан』
- 1935年、『Эрүүл явбал улсын наадмыг үзнэ』